# 安劳恩
阿劳恩（英语：Arawn，威尔士语发音：[ˈarau̯n]）是威尔士神话中冥界安温（Annwn）的国王，出现在《马比诺吉昂》的第一分支，并在第四分支中被提及。
虽然在后来的传统中，冥界之王的角色多归属于白冬（Gwyn ap Nudd），这可能是他的真名的一种比喻，但是，阿劳恩的记忆仍保留在一则古老的卡迪根民间故事中的一句传统谚语：
Hir yw'r dydd a hir yw'r nos, a hir yw aros Arawn
“白昼很长，黑夜很长，阿劳恩的等待很长”
“Arawn”这个名字据说源自圣经先知亚伦（Aaron）的名字。